# Palme (film)

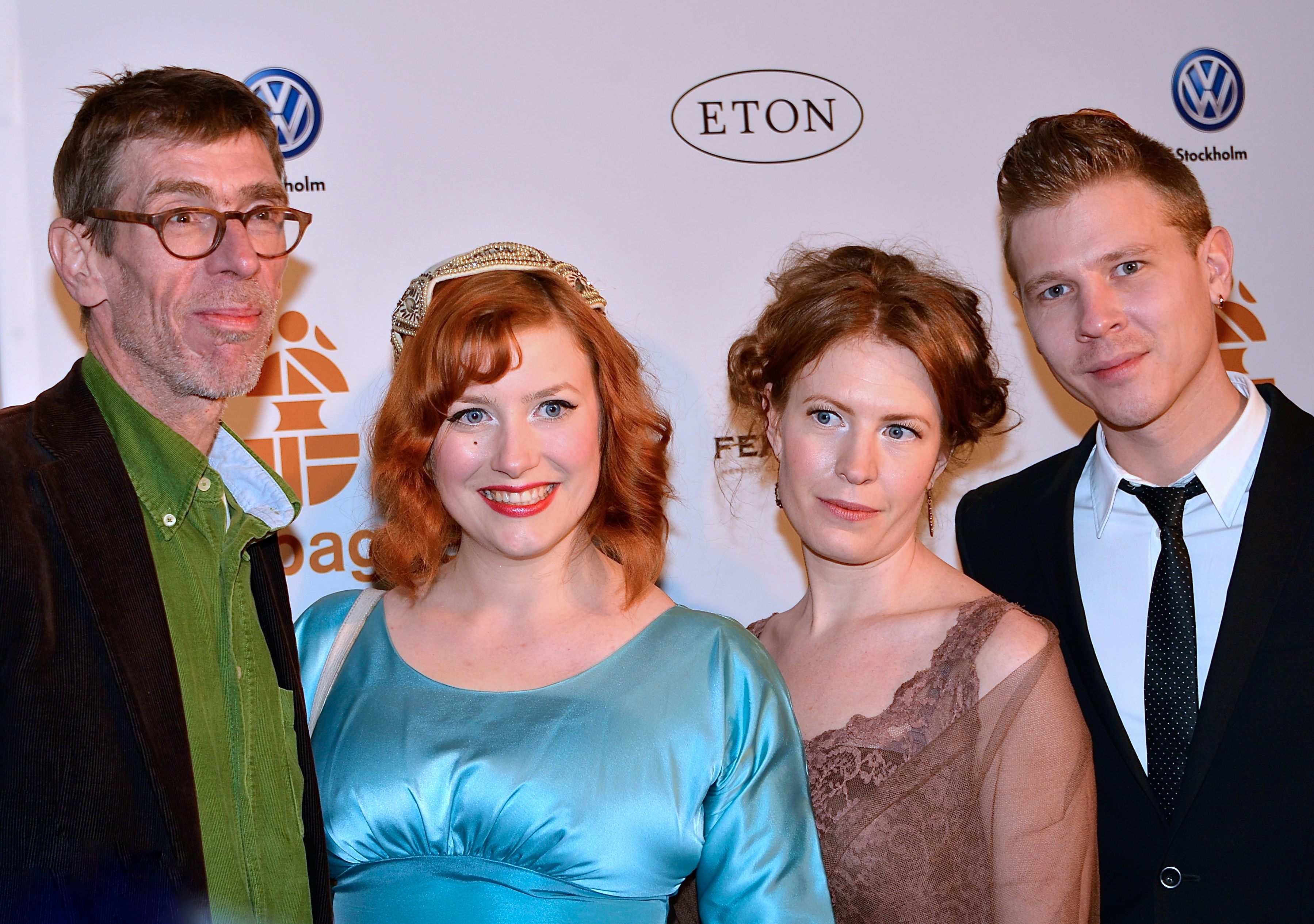
Niels Pagh Andersen, Elsa Billgren, Hanna Lejonqvist och Andreas Jonsson på Guldbaggegalan den 21 januari 2013 på Cirkus, Stockholm.

Palme är en svensk dokumentärfilm från 2012 om statsministern Olof Palme, regisserad av Maud Nycander och Kristina Lindström, som även har skrivit manuset. Den har visats dels som en 103 minuter lång biograffilm och dels som en 175 minuter lång tv-film i tre delar. Till Guldbaggegalan 2013 var filmen nominerad i tre kategorier: Bästa dokumentärfilm (Maud Nycander och Kristina Lindström), Bästa klippning (Andreas Jonsson, Hanna Lejonqvist, Niels Pagh Andersen) och Bästa musik (Benny Andersson) och vann i de två sistnämnda.

## Om filmen
Filmen fokuserar på personen Olof Palme, som i närmare 26 år har överskuggats av sin plötsliga död. Den innehåller material från Palmes familj som tidigare aldrig blivit visade offentligt, privata stillbilder och familjefilmer. Filmen visades först som en biofilm med svensk premiär 14 september 2012, och sedan som en betydligt längre tv-film delad i tre delar, som premiärvisades av SVT1 under tre kvällar under jul- och nyårshelgen 2012 – 2013.

## Handling
På fredagskvällen den 28 februari 1986 sköts Olof Palme på öppen gata, dagen efter nådde det ut till folket att landets statsminister var död, och hela landet stannade till.
I filmen får man följa Palmes liv från ungdom till det att han blir mördad. Man får följa hans långa karriär och centrala position inom Sveriges socialdemokratiska arbetareparti, och filmen behandlar också mer kontroversiella ämnen, till exempel situationen med IB-affären.

## Medverkande (i urval)
- Olof Palme
- Tage Erlander
- Lisbeth Palme
- Fidel Castro
- Thorbjörn Fälldin
- Ulf Adelsohn
- Gösta Bohman
- Ingvar Carlsson
- Kjell-Olof Feldt
- Anders Ferm
- Lennart Geijer
- Mona Sahlin
- Carl Bildt
- Harry Schein
- Ingmar Bergman
- Roy Andersson
- Desmond Tutu
- Anna Lindh
- Astrid Lindgren
- Tage Danielsson
- Mattias Palme
- Mårten Palme
- Joakim Palme
- Vilgot Sjöman
- Kristina Lindström - Berättare

## Mottagande
Palme sågs av 240 703 biobesökare i Sverige 2012 och blev det året den nionde mest sedda svenska filmen och den mest sedda dokumentären på bio i Sverige.